# Ronan Rafferty
Ronan Rafferty (* 13. Januar 1964 in Newry, Nordirland) ist ein nordirischer Berufsgolfer, der 1989 die Order of Merit der European Tour als Gesamtsieger abschließen konnte.